# Mario Pineida
Mario Pineida (Santo Domingo, Ecuador; 6 de julio de 1992) es un futbolista ecuatoriano. Juega de lateral y su equipo actual es Barcelona Sporting Club de la Serie A de Ecuador.

## Trayectoria
Es un jugador de fútbol lateral ambidiestro. Jugó en las selecciones sub-15, sub-17 y sub-20. También jugó el Mundial 2011.

### Independiente José Terán
Se formó en el Panamá S. C., llega a Independiente del Valle a inicios de la temporada 2010, a partir desde entonces ha demostrado su talento como lateral, por su velocidad y desbordes por la banda.
En 2015 en la Copa Libertadores de América contra el Club Estudiantes de La Plata, anotó el gol de la victoria para Independiente José Terán, pero en el partido de regreso perdieron, quedándose sin cupo para dicho torneo.

### Barcelona S. C.
Para la temporada 2016 es contratado por Barcelona, firmando por 4 temporadas, mismo equipo en el que se coronaría campeón del Campeonato Ecuatoriano de Futbol de 2016, siendo pieza indiscutible en el 11 estelar. En 2020 volvería a la gloria con Barcelona, coronándose campeón de la LigaPro 2020. 

### Fluminense F. C.
Tras hacer una gran participación en la Copa Libertadores con Barcelona en 2021, sería contratado a préstamo por Fluminense de la Serie A de Brasil.

## Selección nacional

### Categorías inferiores

#### Participaciones en Sudamericanos
| Campeonato                  | Sede  | Resultado    | Partidos | Goles |
| --------------------------- | ----- | ------------ | -------- | ----- |
| Sudamericano Sub-17 de 2009 | Chile | Cuarto lugar | 7        | 0     |
| Sudamericano Sub-20 de 2011 | Perú  | Cuarto lugar | 8        | 0     |

#### Participaciones en Copas del Mundo
| Campeonato                  | Sede     | Resultado        | Partidos | Goles |
| --------------------------- | -------- | ---------------- | -------- | ----- |
| Copa Mundial Sub-20 de 2011 | Colombia | Octavos de final | 4        | 0     |

### Selección absoluta
Fue convocado por el director técnico Reinaldo Rueda para un microciclo, pero se lesiona y no pudo participar en el mismo.
El director técnico interino Sixto Vizuete lo convoca para los partidos amistosos contra las selecciones de Bolivia, Brasil, Estados Unidos y El Salvador, debutando ante esta última.
El director técnico Gustavo Quinteros, lo convoca para los encuentros amistosos con las selecciones de México, Argentina y Panamá .
Fue tomado en cuenta por sus buenas actuaciones en Independiente del Valle, para la Copa América en Chile.

#### Participaciones en eliminatorias
| Eliminatorias     | Sede            | Resultado    | Partidos | Goles |
| ----------------- | --------------- | ------------ | -------- | ----- |
| Eliminatoria 2018 | América del Sur | No clasificó | 1        | 0     |
| Eliminatoria 2022 | América del Sur | Clasificado  | 0        | 0     |

#### Participaciones en Copa América
| Copa              | Sede   | Resultado        | Partidos | Goles |
| ----------------- | ------ | ---------------- | -------- | ----- |
| Copa América 2015 | Chile  | Fase de grupos   | 0        | 0     |
| Copa América 2021 | Brasil | Cuartos de final | 1        | 0     |

### Partidos internacionales
Actualizado al último partido disputado el 28 de junio de 2021.
| \| N.° \| Fecha \| Ciudad \| Rival \| Resultado \| Resultado \| Competencia \| \| --- \| ------------------------ \| ---------------- \| -------------- \| --------- \| --------- \| ----------------------------------- \| \| 1. \| 10 de octubre de 2014 \| East Hartford \| Estados Unidos \| 1-1 \| Empate \| Amistoso \| \| 2. \| 14 de octubre de 2014 \| Nueva York \| El Salvador \| 5-1 \| Victoria \| Amistoso \| \| 3. \| 3 de junio de 2015 \| Ciudad de Panamá \| Panamá \| 1-1 \| Empate \| Amistoso \| \| 4. \| 22 de febrero de 2017 \| Guayaquil \| Honduras \| 3-1 \| Victoria \| Amistoso \| \| 5. \| 28 de marzo de 2017 \| Quito \| Colombia \| 0-2 \| Derrota \| Eliminatorias al Mundial Rusia 2018 \| \| 6. \| 7 de septiembre de 2018 \| Harrison \| Jamaica \| 2-0 \| Victoria \| Amistoso \| \| 7. \| 15 de noviembre de 2018 \| Lima \| Perú \| 2-0 \| Victoria \| Amistoso \| \| 8. \| 5 de septiembre de 2019 \| Nueva Jersey \| Perú \| 1-0 \| Victoria \| Amistoso \| \| 9. \| 10 de septiembre de 2019 \| Cuenca \| Bolivia \| 3-0 \| Victoria \| Amistoso \| \| 10. \| 28 de junio de 2021 \| Goiânia \| Brasil \| 1-1 \| Empate \| Copa América 2021 \| |                          |                  |                |           |           |                                     |
| N.° | Fecha                    | Ciudad           | Rival          | Resultado | Resultado | Competencia                         |
| 1. | 10 de octubre de 2014    | East Hartford    | Estados Unidos | 1-1       | Empate    | Amistoso                            |
| 2. | 14 de octubre de 2014    | Nueva York       | El Salvador    | 5-1       | Victoria  | Amistoso                            |
| 3. | 3 de junio de 2015       | Ciudad de Panamá | Panamá         | 1-1       | Empate    | Amistoso                            |
| 4. | 22 de febrero de 2017    | Guayaquil        | Honduras       | 3-1       | Victoria  | Amistoso                            |
| 5. | 28 de marzo de 2017      | Quito            | Colombia       | 0-2       | Derrota   | Eliminatorias al Mundial Rusia 2018 |
| 6. | 7 de septiembre de 2018  | Harrison         | Jamaica        | 2-0       | Victoria  | Amistoso                            |
| 7. | 15 de noviembre de 2018  | Lima             | Perú           | 2-0       | Victoria  | Amistoso                            |
| 8. | 5 de septiembre de 2019  | Nueva Jersey     | Perú           | 1-0       | Victoria  | Amistoso                            |
| 9. | 10 de septiembre de 2019 | Cuenca           | Bolivia        | 3-0       | Victoria  | Amistoso                            |
| 10. | 28 de junio de 2021      | Goiânia          | Brasil         | 1-1       | Empate    | Copa América 2021                   |

## Clubes
Actualizado al último partido disputado el 27 de noviembre de 2024.
| Club                    | País          | Año                  | Partidos | Goles |
| ----------------------- | ------------- | -------------------- | -------- | ----- |
| Independiente del Valle | Ecuador       | 2010-2015            | 182      | 9     |
| Barcelona               | Ecuador       | 2016-2021, 2023-2024 | 210      | 3     |
| Fluminense              | Brasil        | 2022                 | 24       | 0     |
| El Nacional             | Ecuador       | 2024-act.            | 9        | 0     |
| Total carrera           | Total carrera | Total carrera        | 425      | 12    |

### Participaciones internacionales
| Torneo                 | Club                    | Resultado      |
| ---------------------- | ----------------------- | -------------- |
| Copa Sudamericana 2013 | Independiente del Valle | Segunda fase   |
| Copa Libertadores 2014 | Independiente del Valle | Fase de grupos |
| Copa Sudamericana 2014 | Independiente del Valle | Segunda fase   |
| Copa Libertadores 2015 | Independiente del Valle | Primera fase   |
| Copa Sudamericana 2016 | Barcelona               | Primera fase   |
| Copa Libertadores 2017 | Barcelona               | Semifinales    |
| Copa Sudamericana 2018 | Barcelona               | Primera fase   |
| Copa Libertadores 2019 | Barcelona               | Segunda fase   |
| Copa Libertadores 2020 | Barcelona               | Fase de grupos |
| Copa Libertadores 2021 | Barcelona               | Semifinales    |
| Copa Libertadores 2022 | Fluminense              | Fase 3         |

## Palmarés

### Campeonatos regionales
| Título             | Club             | Año  |
| ------------------ | ---------------- | ---- |
| Taça Guanabara     | Fluminense F. C. | 2022 |
| Campeonato Carioca | Fluminense F. C. | 2022 |

### Campeonatos nacionales
| Título       | Club        | País    | Año  |
| ------------ | ----------- | ------- | ---- |
| Serie A      | Barcelona   | Ecuador | 2016 |
| Serie A      | Barcelona   | Ecuador | 2020 |
| Copa Ecuador | El Nacional | Ecuador | 2024 |

### Distinciones individuales
| Distinción                                                   | Año  |
| ------------------------------------------------------------ | ---- |
| Incluido en el 11 ideal del Campeonato Ecuatoriano de Fútbol | 2015 |
| Incluido en el 11 ideal de la Copa Banco del Pacífico        | 2016 |
| Incluido en el 11 ideal de la Serie A de Ecuador por Claro   | 2016 |
| Incluido en el 11 ideal del Campeonato Ecuatoriano de Fútbol | 2021 |